# Guillaume Delvaux
 (avril 2014).
Si vous disposez d'ouvrages ou d'articles de référence ou si vous connaissez des sites web de qualité traitant du thème abordé ici, merci de compléter l'article en donnant les références utiles à sa vérifiabilité et en les liant à la section « Notes et références ».
Guillaume Delvaux, né à Blehen le 22 juillet 1681 et mort le 12 octobre 1761 à Ypres, est un prélat des Pays-Bas autrichiens.

## Biographie
Guillaume Delvaux est né dans le petit village de Blehen, près de Hannut. Il est le fils de Gilles Delvaux (1651-1733) et de Marie Buquet (1655-1689). Son père était forgeron et fermier au château de Blehen. 
Poussé par son grand-oncle, Guillaume de Brus, curé de son village natal, il entre en 1699 au couvent des Augustins de la ville de Huy. Il continue ses études théologiques chez les jésuites à Liège et est promu docteur en théologie. À l'Université de Louvain, il enseigne la théologie et est, à partir de 1720, le président du collège Viglius. 
Il est deux fois recteur de l'université, une fois en 1718 et la seconde fois en 1723 pour une période de six mois.
Dans les années suivantes, il contribue au combat théologique contre les jansénistes, et aussi contre le professeur Espenius. En récompense, il est nommé en 1732, évêque d'Ypres en Flandre occidentale. Sa devise est « Nascimur ad laborent » (nous sommes nés pour travailler).
Comme évêque, il fait restaurer le vieux séminaire et contribue au catéchisme. En 1744 quand l'armée de Louis XV envahit le pays, il intercède entre les soldats français et les Flamands pour éviter de faire couler le sang inutilement. Pendant les cinq ans d'occupation française, il prône des solutions pragmatiques afin d'éviter les conflits. 
En 1749, le pays est rendu à l'Autriche. À cet effet, l'évêque reçoit le 1er octobre 1749 le prince de Ligne, représentant de l'Impératrice Marie Thérèse, après quoi les notables de la ville prêtent serment de fidélité. 
Il meurt en 1761 après 29 ans de mandat, le plus long dans l'histoire de l'évêché. Il est enterré dans la cathédrale d'Ypres, près de la tombe de Jansenius.  